# Абебе Бикила
Абе́бе Бики́ла (амх. አበበ ቢቂላ; 7 августа 1932, деревня Джато в 9 км от города Мендида — 25 октября 1973, Аддис-Абеба) — эфиопский марафонец, получивший широкую известность победой в олимпийском марафоне 1960 года, всю дистанцию которого он преодолел босиком.
Первый в истории двукратный олимпийский чемпион в марафоне — 1960 и 1964 годов; оба раза выигрывал с высшими мировыми достижениями. Первый в истории чернокожий олимпийский чемпион, представлявший африканскую страну.

## Биография
Родился в деревне Джато, что в 9 км от города Мендида (130 км северо-восточнее Аддис-Абебы). Абебе родился в день проведения марафонского забега на Олимпийских играх в Лос-Анджелесе. В детстве увлекался игрой в гену. Примерно в 1952 году приехал в Аддис-Абебу и поступил на службу в Кебур Забангу. 16 марта 1960 года женился на 15-летней девушке по имени Йевебдар Волде-Гиоргис.

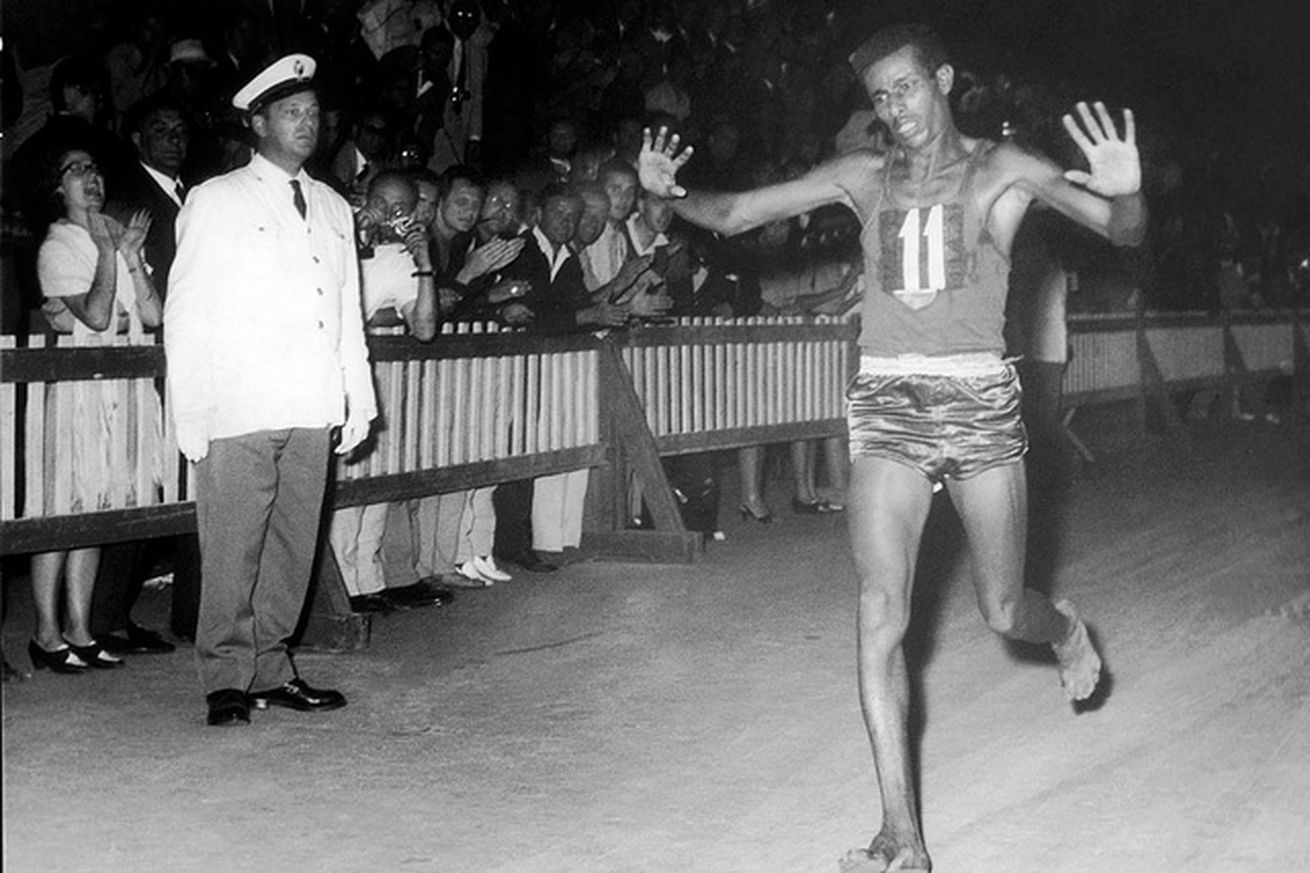
Абебе Бикила на финише марафона на Олимпийских играх 1960 года в Риме

Бикила был включён в состав олимпийской сборной Эфиопии на Играх 1960 года в самый последний момент — вместо Вами Бирату, который получил травму, играя в футбол. 10 сентября 1960 года всю дистанцию римского марафона Бикила пробежал босиком; когда его спросили, почему, он ответил: «Я хотел, чтобы во всём мире узнали, что моя страна, Эфиопия, всегда побеждала благодаря решительности и героизму». Однако изначально Бикила не планировал бежать босиком: обувь бегунам предоставляла фирма Adidas; когда Бикила пришёл примеривать беговые туфли, оказалось, что осталось всего несколько пар, и ни одна из них не была ему полностью удобной; поиски подходящей пары не увенчались для малоизвестного бегуна успехом, и за несколько часов до старта он принял решение бежать босиком. Он выиграл дистанцию с олимпийским рекордом 2:15.16.
За 40 дней до Игр 1964 года Бикиле была сделана операция по удалению аппендикса, и он ехал в Токио, изначально не планируя выступать в марафоне. В Токио Бикила бежал в обуви фирмы ASICS. После финиша он принялся делать обычные разминочные упражнения; позже он заявил, что мог бы пробежать ещё 10 км. Пробежав марафонскую дистанцию в обуви, Бикила показал время на три минуты быстрее (2:12.11.2) своего результата на предыдущей римской Олимпиаде, где он бежал босиком.
На Играх 1968 года Бикила сошёл на 17 км марафонского забега из-за травмы левого колена, и победителем стал его соотечественник Мамо Волде.
Ночью 22 марта 1969 года Бикила попал в автомобильную аварию (его Volkswagen Beetle потерял управление и перевернулся) и в результате оказался парализованным. Утром его вытащили из машины и доставили в военный госпиталь Кебур Зебанги, а 29 марта перевезли в британский Сток-Мандевильский госпиталь и лечили 8 месяцев. К Бикиле вернулась способность владеть руками и он вновь стал заниматься спортом (стрельбой из лука и настольным теннисом); участник Сток-Мандевильских игр 1970 года (предтеча Паралимпийских игр) и лыжной гонки Риддерреннет 1971 года.

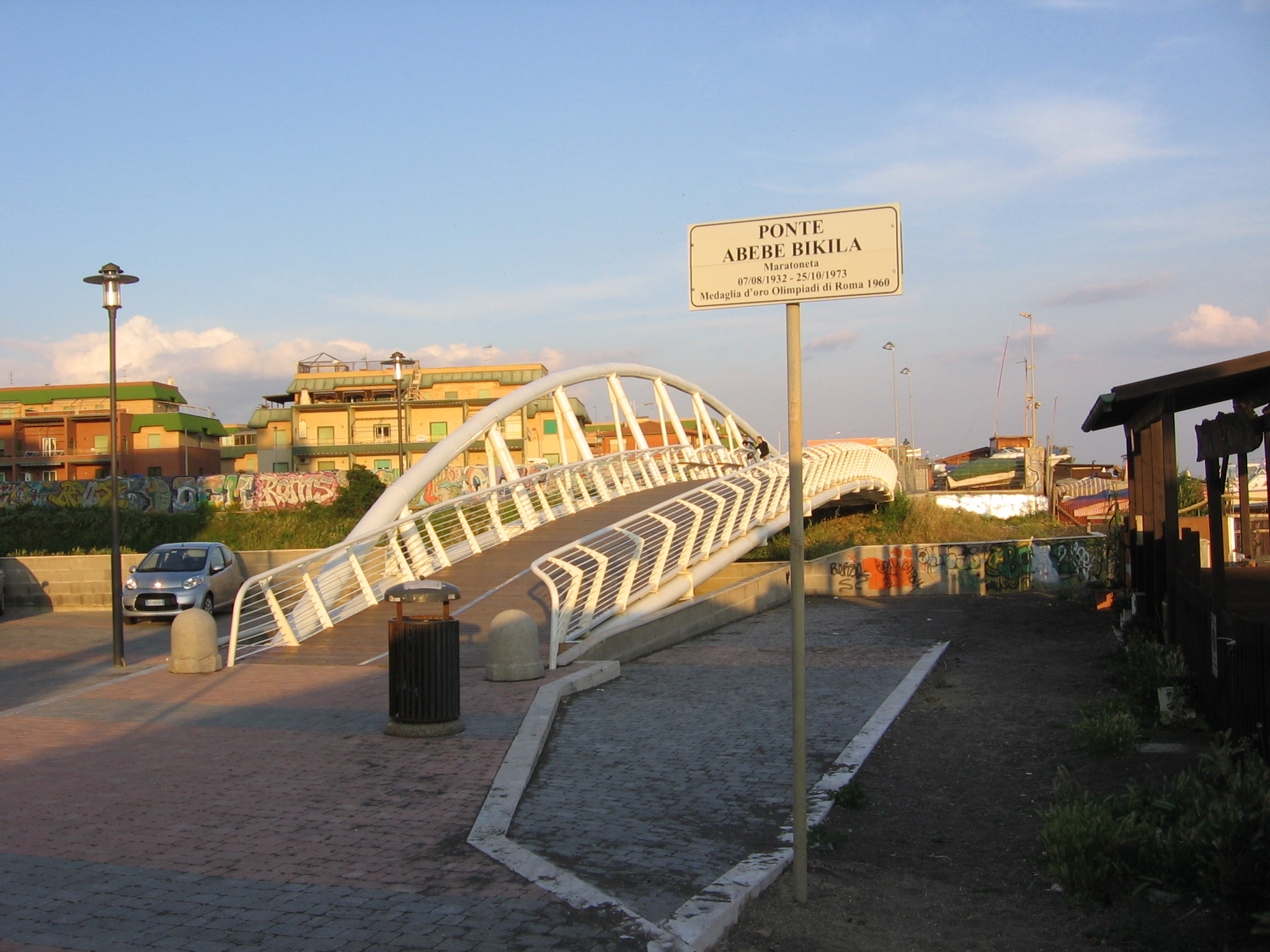
Мост Абебе Бикилы в итальянском городе Ладисполи

Бикила умер 25 октября 1973 года от геморрагического инсульта. Похороны на кладбище при церкви святого Иосифа в Аддис-Абебе собрали до 75 тысяч человек, а император Эфиопии Хайле Селассие I объявил национальный траур по эфиопскому герою.